# En tus manos (álbum de La Mafia)
En Tus Manos es el vigésimo álbum de estudio de La Mafia. Fue lanzado el 3 de junio de 1997. El álbum alcanzó el puesto número cuatro en la lista de álbumes Regional Mexicano de Billboard y también alcanzó los diez primeros lugares en la lista de los mejores álbumes latinos de Billboard. En Tus Manos les valió el Premio Grammy a la Mejor Interpretación México-Americana en la 40.ª Entrega de los Premios Grammy.

## Lista de canciones
| En Tus Manos |                                                                                           |                     |          |  |
| N.º          | Título                                                                                    | Escritor(es)        | Duración |  |
| 1.           | «Amiga cruel»                                                                             | Eduardo Alanís      | 3:17     |  |
| 2.           | «Canciones de Cornelio (Te vas ángel mío/Que se junten nuestros brazos/Idos de la mente)» | Cornelio Reyna      | 4:33     |  |
| 3.           | «En tus manos»                                                                            | Armando Larrinaga   | 3:51     |  |
| 4.           | «Vivir»                                                                                   | Armando Larrinaga   | 3:41     |  |
| 5.           | «Solo»                                                                                    | Marco Antonio Pérez | 3:46     |  |
| 6.           | «Para siempre contigo»                                                                    | Marco Antonio Pérez | 3:49     |  |
| 7.           | «Dime»                                                                                    | Eduardo Alanís      | 3:06     |  |
| 8.           | «Vuelve conmigo»                                                                          | Eduardo Alanís      | 3:17     |  |
| 9.           | «Que haría sin ti»                                                                        | José González       | 3:42     |  |
| 10.          | «Enamorada»                                                                               | Jorge Luis Piloto   | 3:32     |  |

## Músicos

### La Mafia
- Oscar de la Rosa: Voz
- Armando "Mando" Lichtenberger Jr. :Teclados y acordeón
- Leonard Gonzáles: Guitarra
- David de la Garza: 2°do teclado
- Tim Ruíz: Bajo
- Michael Aguilar: Batería[3]

## Rendimiento en listas
| Listas (1997)                     | Posición |
| --------------------------------- | -------- |
| Billboard Top Latin Albums        | 8        |
| Billboard Regional Mexican Albums | 4        |